# Campeonato Europeo de Esgrima de 2017
El XXX Campeonato Europeo de Esgrima se celebró en Tiflis (Georgia) entre el 12 y el 17 de junio de 2017 bajo la organización de la Confederación Europea de Esgrima (CEE) y la Federación de Georgia de Esgrima.
Las competiciones se realizaron en el Palacio de Gimnasia de la capital georgiana.

## Calendario
| Junio de 2017       | Junio de 2017       | Lun 12 | Mar 13 | Mié 14 | Jue 15 | Vie 16 | Sáb 17 | Total |
| ------------------- | ------------------- | ------ | ------ | ------ | ------ | ------ | ------ | ----- |
| Florete individual  | Florete individual  | M      | F      |        |        |        |        | 2     |
| Espada individual   | Espada individual   |        | M      |        | F      |        |        | 2     |
| Sable individual    | Sable individual    | F      |        |        | M      |        |        | 2     |
| Florete por equipos | Florete por equipos |        |        | M      |        | F      |        | 2     |
| Espada por equipos  | Espada por equipos  |        |        |        |        | M      | F      | 2     |
| Sable por equipos   | Sable por equipos   |        |        | F      |        |        | M      | 2     |
| Finales por día     | Finales por día     | 2      | 2      | 2      | 2      | 2      | 2      | 12    |

## Medallistas

### Masculino
| Evento                      | Oro                                                                                   | Plata                                                                            | Bronce                                                                      |
| --------------------------- | ------------------------------------------------------------------------------------- | -------------------------------------------------------------------------------- | --------------------------------------------------------------------------- |
| Florete individual (12.06)  | Daniele Garozzo · Italia                                                              | Timur Safin · Rusia                                                              | Giorgio Avola · Italia · Jérémy Cadot · Francia                             |
| Florete por equipos (14.06) | Erwann Le Péchoux Jérémy Cadot Julien Mertine Enzo Lefort Francia                     | Dmitri Zherebchenko · Alexei Cheremisinov · Timur Safin · Timur Arslanov · Rusia | Lorenzo Nista · Daniele Garozzo · Giorgio Avola · Alessio Foconi · Italia   |
| Espada individual (13.06)   | Yannick Borel Francia                                                                 | Paolo Pizzo · Italia                                                             | Serguei Jodos · Rusia · Nikolai Novosjolov · Estonia                        |
| Espada por equipos (16.06)  | Nikita Glazkov · Serguei Jodos · Pavel Sujov · Serguei Bida · Rusia                   | Anatoli Herei · Maxym Jvorost · Bohdan Nikishyn · Volodymyr Stankevych · Ucrania | Jiří Beran · Pavel Pitra · Richard Pokorný · Martin Rubeš · República Checa |
| Sable individual (15.06)    | Max Hartung · Alemania                                                                | Áron Szilágyi · Hungría                                                          | Luca Curatoli · Italia · Sandro Bazadze · Georgia                           |
| Sable por equipos (17.06)   | Vladislav Pozdniakov · Kamil Ibraguimov · Dmitri Danilenko · Alexei Yakimenko · Rusia | Luigi Samele · Aldo Montano · Luca Curatoli · Enrico Berrè · Italia              | Áron Szilágyi · András Szatmári · Csanád Gémesi · Tamás Decsi · Hungría     |

### Femenino
| Evento                      | Oro                                                                          | Plata                                                                                  | Bronce                                                                  |
| --------------------------- | ---------------------------------------------------------------------------- | -------------------------------------------------------------------------------------- | ----------------------------------------------------------------------- |
| Florete individual (13.06)  | Arianna Errigo · Italia                                                      | Inna Deriglazova · Rusia                                                               | Alice Volpi · Italia · Ysaora Thibus · Francia                          |
| Florete por equipos (16.06) | Alice Volpi · Martina Batini · Camilla Mancini · Arianna Errigo · Italia     | Adelina Zaguidulina · Svetlana Tripapina · Marta Martianova · Inna Deriglazova · Rusia | Anne Sauer · Eva Hampel · Carolin Golubytskyi · Leonie Ebert · Alemania |
| Espada individual (15.06)   | Violetta Kolobova · Rusia                                                    | Alexandra Ndolo · Alemania                                                             | Julia Beljajeva · Estonia · Emese Szász-Kovács · Hungría                |
| Espada por equipos (17.06)  | Mélissa Goram Auriane Mallo Lauren Rembi Coraline Vitalis Francia            | Tatiana Gudkova · Violetta Kolobova · Daria Martyniuk · Yana Zvereva · Rusia           | Adela Danciu · Raluca Sbîrcia · Amalia Tătăran · Greta Vereș · Rumania  |
| Sable individual (12.06)    | Teodora Kajiani Georgia                                                      | Rossella Gregorio · Italia                                                             | Liza Pusztai · Hungría · Bianca Pascu · Rumania                         |
| Sable por equipos (14.06)   | Martina Criscio · Rossella Gregorio · Loreta Gulotta · Irene Vecchi · Italia | Anna Bashta · Anastasiya Bazhenova · Yana Yegorian · Sofia Pozdniakova · Rusia         | Sara Balzer Cécilia Berder Manon Brunet Charlotte Lembach Francia       |

## Medallero
| Núm. | País            | Oro | Plata | Bronce | Total |
| ---- | --------------- | --- | ----- | ------ | ----- |
| 1    | Italia          | 4   | 3     | 4      | 11    |
| 2    | Rusia           | 3   | 6     | 1      | 10    |
| 3    | Francia         | 3   | 0     | 3      | 6     |
| 4    | Alemania        | 1   | 1     | 1      | 3     |
| 5    | Georgia         | 1   | 0     | 1      | 2     |
| 6    | Hungría         | 0   | 1     | 3      | 4     |
| 7    | Ucrania         | 0   | 1     | 0      | 1     |
| 8    | Estonia         | 0   | 0     | 2      | 2     |
| 8    | Rumania         | 0   | 0     | 2      | 2     |
| 10   | República Checa | 0   | 0     | 1      | 1     |
|      | TOTAL           | 12  | 12    | 18     | 42    |